# Steven Shapin
Steven Shapin (Nova Iorque, 1943) é um historiador e sociólogo da ciência estadunidense.

## Publicações
- com Barry Barnes (ed.), Natural order : historical studies of scientific culture, Beverly Hills, Calif. : Sage Publications, 1979.
- com Simon Schaffer, Leviathan and the air-pump : Hobbes, Boyle, and the experimental life ; including a translation of Thomas Hobbes, Dialogus physicus de natura aeris by Simon Schaffer, Princeton, N.J. : Princeton University Press, 1985 ; 1989.
- A social history of truth : civility and science in seventeenth-century England, Chicago : University of Chicago Press, 1994.
- The scientific revolution, Chicago, IL : University of Chicago Press, 1996.
- com Christoher Lawrence (ed.), Science incarnate : historical embodiments of natural knowledge, Chicago, Ill. : The University of Chicago Press, 1998.
- The Scientific Life: A Moral History of a Late Modern Vocation, Chicago, Ill. : The University of Chicago Press, 2008.